# Cruelty and the Beast
Cruelty and the Beast je třetím albem britské extrememetalové skupiny Cradle of Filth. Jedná se o koncepční album, jehož námětem je život Alžběty Báthoryové, nechvalně proslulé Čachtické paní. V její roli zde hostuje herečka Ingrid Pittová.

## Seznam skladeb
1. Once Upon Atrocity [instrumental] – 1:42
2. Thirteen Autumns and a Widow – 7:14
3. Cruelty Brought thee Orchids – 7:18
4. Beneath the Howling Stars – 7:42
5. Venus in Fear [instrumental] – 2:20
6. Desire in Violent Overture – 4:16
7. The Twisted Nails of Faith – 6:50
8. Báthory Aria – 11:02
9. Portrait of the Dead Countess [instrumental] – 2:52
10. Lustmord and Wargasm (The Lick of Carnivorous Winds) – 7:30

## Sestava
- Dani Filth – zpěv, texty
- Stuart Anstis – kytara
- Gian Pyres - kytara
- Les Smith – klávesy
- Robin Eaglestone – baskytara
- Nicholas Barker – bicí